# 国内生产总值
国内生产总值（英語：Gross Domestic Product），亦稱國內生產總額、國內生產總值，在描述地區性生產時稱地區生產總值，是一定时期内（一个季度或一年）一个區域的经济活动中所生产出之全部最终成果（产品和劳务）的市场价值（market value）。国内生产总值是国民经济核算的核心指标，在衡量一个国家或地区经济状况和发展水平亦有相當重要性。

## 与国民生产总值的区别
GDP與国民生产总值（GNP）不同之處在於：
- GNP不將國與國之間的收入轉移計算在內；即GDP計算的是一個地區內生產的產品價值，而GNP則計算一個地區實際獲得的生產性收入。再簡單的來說GDP是屬地主義，GNP是屬人主義。舉例來說，無論台灣、香港、韓國還是美國的廠商，在中國大陸生產的最終財貨，都包括在中國大陆的GDP內，此一數值亦包括移住勞工的薪資在內[2]。
- GDP是國內生產與附加價值的加總；而GNP是除了國內生產總值以外，再加上國外生產的紅利與利息總值；因此如果重視GNP數值的經濟發展，會較注重海外投資與生產，但只注重GNP而忽略GDP的經濟發展可能造成國內產業空洞化。[3]

## 计算公式

各地人均国内生产总值 (2024年)

| > $60,000 $50,000 – $60,000 $40,000 – $50,000 $30,000 – $40,000 $20,000 – $30,000 | $10,000 – $20,000 $5,000 – $10,000 $2,500 – $5,000 $1,000 – $2,500 <$1,000 沒有數據 |

### 生產面
又稱最終產出法，先將社會一至三級產業加以區分後，再把各產業的增加產值相加。
本地生產總值 = 第一产业產值 + 第二产业產值 + 第三产业產值
當中第一产业包括種植業、漁業等提取天然資源的經濟活動，第二产业包括輕紡工業、重化工業等將天然資源轉換成製成品或半製成品的經濟活動，第三产业則包括商業、旅遊業、零售業等提供服務的經濟活動。
此方法得出的本地生產總值乃按要素成本計算，若加上間接稅，再扣除補貼，將得到按市價計算的本地生產總值。

### 分配面
分配面又稱所得面，利用各種生產要素的所得總和來估計。
GDP = W + R + I + π
當中 W = 工資，R = 地租，I = 利息，π = 利潤
此方法得出的國內生產總值同樣按要素成本計算，若加上間接稅，再扣除補貼，將得到按市價計算的本地生產總值。
以此方法計算的本地生產總值，又稱為國內總收入。

### 支出面
又稱最終用途衡量法，從最終產品購買者的支出面來估計。
GDP = C + I + G + (X - M)
當中C = 私人消費開支，I = 投資總額， G = 政府消費開支，X = 出口總值，M = 進口總值
由於出口總值減去進口總值等於淨出口（NX），所以公式可表示成：
GDP = C + I + G + NX
本地生產總值要計算出口是因為本地公司所生產的商品不一定全部反映在本地私人消費（C）和政府開支（G）中。出口商品或服務也是以本地為基地的公司的生產所得，應計算在本地生產總值內。而進口成份要減去因為本地消費或投資當中或有進口商品或服務，而這些開支都非本地生產所得。
此方法得出的本地生產總值乃按市價計算，若加上補貼，再扣除間接稅，將得到按要素成本計算的本地生產總值。

### 三面等價原則
以上三方面計算結果在理論上應當相同。

### 其他

#### 個人面
GDP = c + s + t
當中 c = 消費，s = 儲蓄，t = 稅

## 名目GDP與實質GDP
是指以當期市場價格計算的某一特定時期的GDP。由於GDP反映的是一个国家或地区的經濟中所生產出的全部最終產品及勞務的價值，而物價水準是不斷變化的。名目GDP包含了物價水準的因素，若現在的物價水準上漲1倍，名目GDP也會隨之上漲1倍，故名目GDP有很大的不確定性，尤其是嚴重的通貨膨脹時期，因而有了實質GDP（英語：Real GDP）的概念。
在經濟學中，實質GDP並非捨棄了物價的變化因素，而是使用了基準年的價格水準。例如，假設以2000年為基準年，則2011年的名目GDP是使用2011年的物價所計算出，而實質GDP是使用2000年的物價所計算出。

## 各國比較
不同國家間的國內生產總值比較需要轉換各國貨幣，轉換方式主要有兩種：
1. 使用各國貨幣的國際匯率轉換；
2. 根據各國貨幣與一選定標準（一般為美元）的購買力平價。

通過兩種方式得到的各國國內生產總值排名會有很大不同（見下），因為如果使用國際匯率，就會由於發展中國家的貨幣在國際市場過弱，而低估國內消費者與生產商的購買力50%~60%；但是如果使用購買力平價，則又無法精確計算該國在國際市場上的產品與服務。
國內生產總值分為名目國內生產總值與實質國內生產總值。其中，名目國內生產總值是以現行價格水平計算的國內生產總值的值，不僅包含了當期產量的資訊也包含了當期該國的價格水平資訊。實質國內生產總值是以基準點價格水平計算的國內生產總值的值。國內生產總值平減指數用名目國內生產總值與實質國內生產總值比率計算的物價水平衡量指標。
目前共有3個組織分別對世界各國國內生產總值進行統計比較，分別是國際貨幣基金組織、世界銀行和美國中央情報局（包含在其出版的《世界概况》中）。

## 各國本地生產總值总量
- 各国国内生产总值列表 (国际汇率)
- 各国国内生产总值列表 (购买力平价)

## 各国人均
- 各国人均国内生产总值列表 (国际汇率)
- 各国人均国内生产总值列表 (购买力平价)
- 歷年各國人均國內生產總值列表
- 各国人均国内GNI列表 (购买力平价)

## 外部連結
- 全球各國國內生產總額（页面存档备份，存于） （页面存档备份，存于） （页面存档备份，存于） （页面存档备份，存于） （页面存档备份，存于） （页面存档备份，存于） （页面存档备份，存于） （页面存档备份，存于） （页面存档备份，存于）
- 多地启动新一轮引资上项目：GDP增速不及预期 （页面存档备份，存于） （页面存档备份，存于） （页面存档备份，存于） （页面存档备份，存于） （页面存档备份，存于） （页面存档备份，存于）（页面存档备份，存于） 中国经济网 2014-07-31